# Laxtjärnarna (Alanäs socken, Jämtland, 713359-148401)
Laxtjärnarna är en sjö i Strömsunds kommun i Jämtland och ingår i Ångermanälvens huvudavrinningsområde.